# Surab Schwania

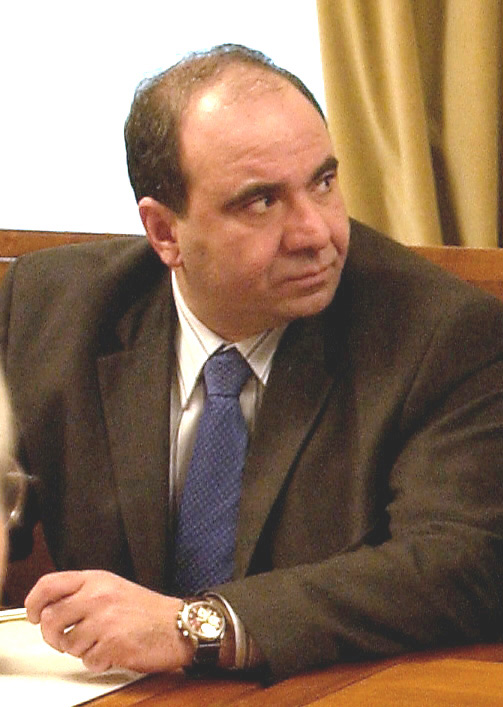
Surab Schwania (2003)

Surab Schwania (georgisch ზურაბ ჟვანია, Zurab Žvania; * 9. Dezember 1963 in Tiflis; † 3. Februar 2005 ebenda) war ein georgischer Politiker (Vereinte Nationale Bewegung). Der Biologe war von November 2003 bis Februar 2004 amtierender Staatsminister und vom 17. Februar 2004 bis zu seinem Tode Premierminister Georgiens.

## Leben

### Jugend und Beruf
Schwania wurde als Sohn eines georgischen Vaters und einer jüdisch-armenischen Mutter geboren. Er schloss 1980 die Oberschule mit dem Abitur ab, 1985 die Staatliche Universität Tiflis als Magister im Fach Biologie. 1985 bis 1992 arbeitete er als leitender Laborassistent an der Fakultät für menschliche und tierische Physiologie der Staatlichen Universität sowie als nachgeordneter Forschungsangestellter.
Surab Schwania war seit 1993 mit Nino Kadagidse verheiratet, die in Tiflis eine Buchhandlung für englischsprachige Bücher führt, hatte einen Sohn und zwei Töchter: Elisabeth, Bessarion and Anna. Er sprach englisch, deutsch und russisch.

### Parteipolitiker
1988 bis 1993 war Schwania Vorsitzender des Zentralrats der Georgischen Grünen, Sprecher der Grünen Partei und Vorsitzender der Europäischen Grünen Union. 1993 vereinigte er seine Partei und die Gefolgsleute Präsident Eduard Schewardnadses zur Georgischen Bürgerunion, war von 1994 bis 1996 deren Generalsekretär. Nach seiner Trennung von Schewardnadse 2001 gründete Schwania 2002 die Partei Vereinte Demokraten und wurde ihr Vorsitzender. Zu den Parlamentswahlen 2003 trat er in einem Wahlbündnis mit Parlamentspräsidentin Nino Burdschanadse als Burdschanadse-Demokraten an.
Von Juni bis November 1992 war Schwania Vorsitzender der Ökologie-Kommission des georgischen Staatsrats, 1992 bis 1995 Mitglied des georgischen Parlaments, Vorsitzender der Grünen-Fraktion und stellvertretender Vorsitzender des Auswärtigen Ausschusses. Von 1995 bis 1999 wurde er erneut Abgeordneter. Das Parlament wählte ihn zum Präsidenten.

### Oppositioneller
2000 distanzierte sich Schwania erstmals von Schewardnadse, beschuldigte ihn der Korruption. Im August 2001 forderte er den Präsidenten in einem offenen Brief auf, der Korruption ein Ende zu bereiten: „Lehrer verdienen 15 Euro im Monat, während Minister sich im Zentrum von Tiflis Paläste errichten. Das überschreitet alle Grenzen des Zynismus.“ Im November 2001 trat Schwania nach Demonstrationen gegen Präsident Schewardnadse vom Amt des Parlamentspräsidenten zurück.
Im Frühjahr 2003 traf er, auf Vermittlung des georgischen Unternehmers Badri Patarkazischwili, mit dem früheren russischen Oligarchen Boris Abramowitsch Beresowski in London zusammen. Es war das erste in einer Reihe, in denen Schwania erfolgreich finanzielle Mittel für die Unterstützung demokratischer Institutionen in der Ukraine und die Kampagne des ukrainischen Präsidentschaftskandidaten Wiktor Juschtschenko einwarb.
Gemeinsam mit Micheil Saakaschwili und Nino Burdschanadse führte Schwania im November 2003 die Rosenrevolution in Georgien an. Unmittelbar nach dem Wechsel am 23. November übernahm Schwania die Aufgaben des amtierenden Staatsministers, leitete erste Reformen ein und organisierte Saakaschwilis Präsidentschaftswahlkampf. Er wurde führendes Mitglied der Partei Nationale Bewegung – Demokraten, die die Träger der samtenen Revolution zusammenschließt.

### Premierminister
Schwania wurde im Februar 2004 auf Vorschlag des Präsidenten vom Parlament zum Premierminister ernannt und stand einem 15-köpfigen Reformkabinett vor, dessen Durchschnittsalter bei 35 Jahren lag. In der Regierung Georgiens galt Schwania als moderates Gegengewicht zum ungestümeren Präsidenten Saakaschwili, den er 2002 für „überzogenen Radikalismus“ getadelt hatte. Er war zugleich eine Schlüsselfigur in den Verhandlungen um die separatistischen Republiken Südossetien und Abchasien.
Öffentlich umstritten war Schwanias Rolle bei Privatisierungen in Georgien. Er zog sämtliche letzte Entscheidungen dazu an sich. Die formal zuständigen Wirtschaftsminister wechselte er in 24 Monaten dreimal aus. Als nicht verfassungsgemäß kritisierten einheimische Wirtschaftsexperten seine Rolle beim Verkauf des Hafens von Batumi und 16 Schiffen der georgischen Schwarzmeerflotte.

### Früher Tod
Am frühen Morgen des 3. Februar 2005 wurde er mit dem Ministerialangestellten Raul Yusupov tot in einer Tifliser Wohnung in der Saburtalo Straße 53A aufgefunden. Er erlag einer Gasvergiftung durch Kohlenmonoxid. Die Polizei, Staatsanwaltschaft und das hinzugezogene FBI sprachen von einem Unfall, der durch einen fehlerhaften Gasofen verursacht worden sei.
Der Bruder Schwanias, Giorgi, erklärte dagegen, es handele sich um ein Attentat. In den Untersuchungsakten habe er fünf Angaben gefunden, die der offiziellen Todesversion widersprächen. Nach Recherchen des Fernsehjournalisten Wachtang Komachidse hatte das FBI keine Abgabe tödlicher Gaskonzentrationen durch den betreffenden Heizofen festgestellt. Die georgische Übersetzung des englischsprachigen Untersuchungsberichts behauptete aber das Gegenteil.
Die staatsanwaltlichen Ermittlungen zum Tod Schwanias waren zwei Jahre nach dem Ableben des Premierministers noch immer nicht abgeschlossen. Im September 2007 erklärte der Innen- und Verteidigungsminister im Kabinett Schwania, Irakli Okruaschwili, auf einer Pressekonferenz, der Fundort der Leiche Schwanias sei nicht mit dem Ort seines Todes identisch. Der Leichnam sei nach dem Tod des Premiers in die Wohnung gebracht worden.

## Auszeichnungen
2002 erhielt Schwania den Preis der georgischen Open Society für die Förderung liberaler Ideen einer offenen Gesellschaft. 2004 wurde er als Organisator der Rosenrevolution mit dem W. Averell Harriman Democracy Award des US-amerikanischen National Democratic Institute (NDI) ausgezeichnet.